# Ibou Diop

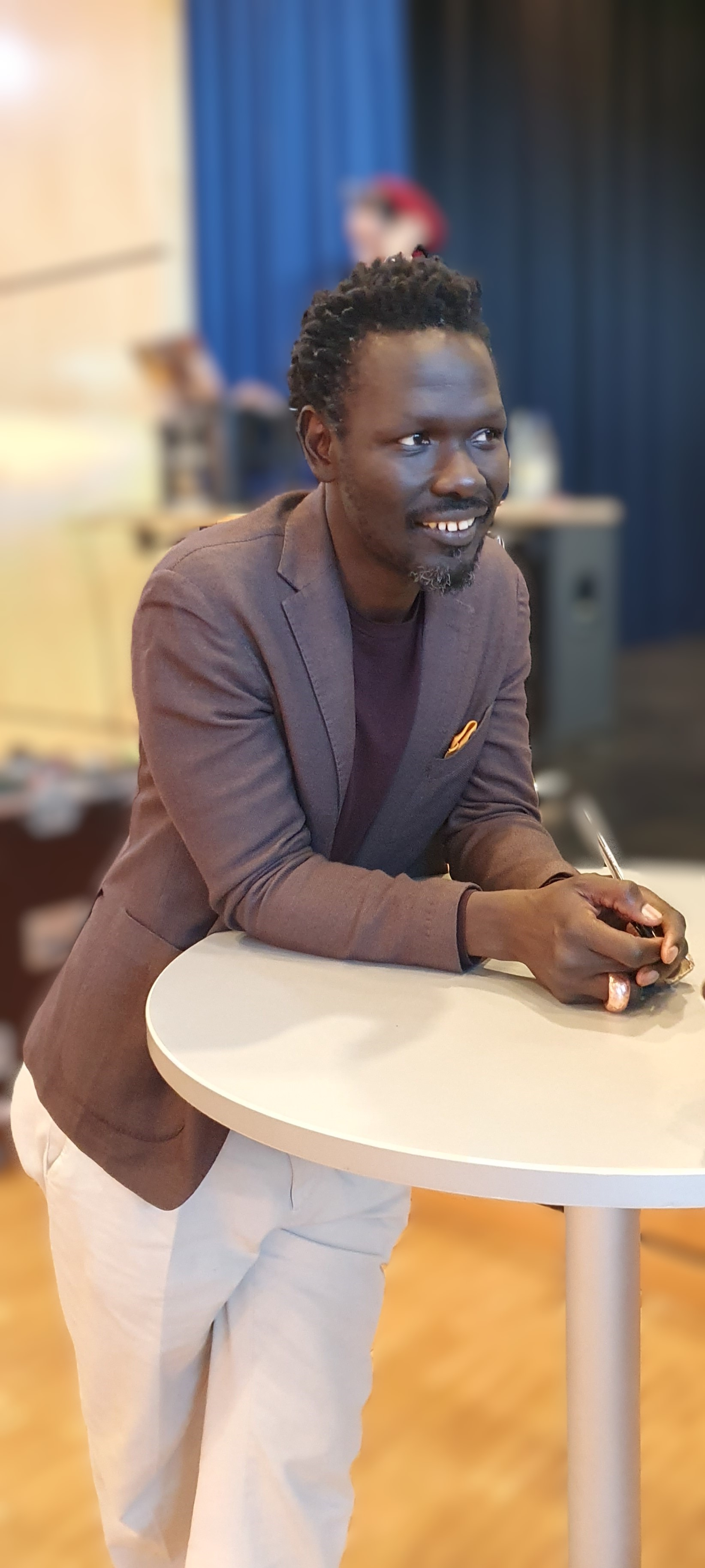
Ibou Coulibaly Diop 2024 in Hannover

Ibou Coulibaly Diop (geb. 1979 in Segatta, Senegal) ist ein deutscher Literaturwissenschaftler und Kurator. Er ist als prominente Stimme bei der Aufarbeitung der kolonialen Geschichte Deutschlands bekannt.

## Leben
Diop kam im Jahr 2002 zum Studium nach Paris und wechselte 2003 für ein Studium der Romanischen Literaturwissenschaft an der Technischen Universität Berlin nach Deutschland. Nach seinem Studium promovierte er an der Universität Potsdam mit einer Arbeit über Michel Houellebecq. Von 2012 bis 2017 war Diop Pressereferent an der Humboldt-Universität zu Berlin und arbeitete anschließend als wissenschaftlicher Mitarbeiter. Er war als Kurator für Ausstellungen in Dakar und Berlin tätig und arbeitete bis 2022 im Humboldt-Forum. Seit 2020 leitet er ein von der Berliner Politik unterstütztes Projekt zur Erarbeitung eines Erinnerungskonzeptes zur Kolonialgeschichte Berlins.

## Wirken
Diop setzt sich intensiv mit der Rolle von Bildung in der Migrationsthematik auseinander. Er argumentiert, dass insbesondere junge Menschen aus Afrika, die früh die Schule verlassen, ein starkes Migrationsverlangen aufweisen. Diop betont die Notwendigkeit zur Ermöglichung afrikanischer Karrieren ohne externe Unterstützung und auf Augenhöhe, wobei Bildung eine zentrale Rolle spiele.
Diop gilt ein prominenter Kritiker des Humboldt-Forums und dessen Darstellung kolonialer Trophäen. Er sagte einmal:

„Ich habe zwei Jahre [im Humboldt-Forum] gearbeitet und verstehe bis heute nicht, wie es möglich war, so etwas zu bauen, und gestohlene Objekte in einem Schloss-Nachbau zur Schau zu stellen. Das kann nur eine Gesellschaft tun, die sich mächtig fühlt und das durch ihre Trophäen zeigt.“

Das von ihm erarbeitete Erinnerungskonzept zur Kolonialgeschichte Berlins setzt auf die Einbindung der Zivilgesellschaft und betont die Bedeutung einer pluralen Gesellschaftsstruktur. Diop engagiert sich auch für eine neue Erinnerungskultur in Deutschland, welche die Kolonialgeschichte und ihre Auswirkungen kritisch widerspiegelt und aufarbeitet.